# Бриљекур
Бриљекур (фр. Brillecourt) насеље је и општина у североисточној Француској у региону Шампањ-Арден, у департману Об која припада префектури Троа.
По подацима из 2011. године у општини је живело 94 становника, а густина насељености је износила 16,4 становника/km². Општина се простире на површини од 5,73 km². Налази се на средњој надморској висини од 107 метара.

## Демографија
| 1962. | 1968. | 1975. | 1982. | 1990. | 1999. | 2011. |
| ----- | ----- | ----- | ----- | ----- | ----- | ----- |
| 111   | 112   | 114   | 82    | 77    | 81    | 94    |

График промене броја становника у току последњих година